# ديفيد غريغوري
ديفيد غريغوري (بالإنجليزية: David Gregory)‏ (6 أكتوبر 1951 ببيتربرة في المملكة المتحدة - ) هو لاعب كرة قدم بريطاني في مركز الهجوم. لعب مع بلاكبيرن روفرز وستوك سيتي ونادي بورتسموث ونادي بوري ونادي بيتربورو يونايتد ونادي ريكسهام.

## وصلات خارجية
- ديفيد غريغوري على موقع قاعدة بيانات كرة القدم.إي يو (الإنجليزية)